# Oasis Live '25 Tour
O Live '25 Tour será uma turnê de shows da banda de rock inglesa Oasis, anunciada em 27 de agosto de 2024, perto do trigésimo aniversário do álbum de estreia da banda, Definitely Maybe, e deve ser a primeira apresentação ao vivo do Oasis desde que Noel Gallagher dissolveu a banda após o show final da turnê Dig Out Your Soul em 2009.
Inicialmente, 17 datas em cinco cidades do Reino Unido e Irlanda foram anunciadas, incluindo cinco datas no Estádio de Wembley em Londres e Heaton Park em Manchester. Três datas extras foram anunciadas em 29 de agosto de 2024 devido à alta demanda. O anúncio da turnê levou seis hits do grupo a reentrarem nas paradas musicais da UK Singles Chart. Os ingressos para venda geral foram divulgados em 31 de agosto de 2024, com usuários relatando longos tempos de fila, mensagens de erro 503, sendo confundidos com bots, frustrações com preços dinâmicos, janelas de tempo de compra limitadas e altas taxas da revendedora. Para satisfazer a demanda, a banda anunciou duas datas de shows adicionais.

## Antecedentes e anúncio
Os irmãos Gallagher separaram-se em 2009 durante a turnê Dig Out Your Soul Tour, entre aparição no V Festival e uma apresentação programada no Rock en Seine em Paris, em 28 de agosto de 2009. Depois que o grupo se desfez, os irmãos Gallagher formaram suas próprias bandas separadas, Beady Eye e Noel Gallagher's High Flying Birds, enquanto regularmente se insultavam na mídia.
Em 2024, próximo ao 30.º aniversário do álbum de estreia do Oasis, Definitely Maybe (1994), especulou-se de que os irmãos se reuniriam. A princípio, Liam Gallagher negou, embora seus tweets dessem a entender um possível retorno com o passar do tempo. Em 27 de agosto, dois dias antes do aniversário do álbum, a banda anunciou uma série de datas no Reino Unido e na Irlanda entre 4 de julho e 17 de agosto de 2025, incluindo cinco datas no Estádio de Wembley em Londres e no Heaton Park em Manchester. Um comunicado à imprensa afirmou que a banda planejava visitar outras cidades da Europa no final daquele ano. Três datas subsequentes foram anunciadas para 16 de julho, 30 de julho e 12 de agosto devido à alta demanda.

## Reações
Grande parte da reação da mídia concentrou no relacionamento dos irmãos, aumentando as chances de conseguir ingressos e se as fãs mais jovens mereciam estar lá. O último deles levou a filha de Noel, Anaïs Gallagher, acusar alguns fãs de preconceito de idade e sexismo. Alexis Petridis do jornal The Guardian, sugeriu que a reunião dos irmãos pode ter sido precipitada por conta do divórcio de Noel com sua ex-esposa, que lhe custou 20 milhões de libras. O consultor de economia da vida noturna de Manchester, Sacha Lord, expressou apreço pelo fato de a reunião poder trazer 15 milhões de libras para a região. A rede hoteleira Maldron Hotel em Manchester, foi acusada de cancelar reservas para revender quartos a preços inflacionados, o que os levou a alegar que estavam com overbooking. A Live Nation britânica foi alvo de críticas de ativistas de habitação e de políticos de Edimburgo por agendar as datas da turnê no mesmo período que o Festival Fringe, uma vez que os hotéis e Airbnb da cidade já estavam sobrecarregados antes da divulgação do retorno do Oasis.

## Datas da turnê
| Data                   | Cidade           | País           | Local                                    |
| ---------------------- | ---------------- | -------------- | ---------------------------------------- |
| 4 de julho de 2025     | Cardiff          | País de Gales  | Estádio Millennium                       |
| 5 de julho de 2025     | Cardiff          | País de Gales  | Estádio Millennium                       |
| 11 de julho de 2025    | Manchester       | Inglaterra     | Parque Heaton                            |
| 12 de julho de 2025    | Manchester       | Inglaterra     | Parque Heaton                            |
| 19 de julho de 2025    | Manchester       | Inglaterra     | Parque Heaton                            |
| 20 de julho de 2025    | Manchester       | Inglaterra     | Parque Heaton                            |
| 25 de julho de 2025    | Londres          | Inglaterra     | Estádio de Wembley                       |
| 26 de julho de 2025    | Londres          | Inglaterra     | Estádio de Wembley                       |
| 2 de agosto de 2025    | Londres          | Inglaterra     | Estádio de Wembley                       |
| 3 de agosto de 2025    | Londres          | Inglaterra     | Estádio de Wembley                       |
| 8 de agosto de 2025    | Edimburgo        | Escócia        | Estádio Murrayfield                      |
| 9 de agosto de 2025    | Edimburgo        | Escócia        | Estádio Murrayfield                      |
| 16 de agosto de 2025   | Dublin           | Irlanda        | Parque Croke                             |
| 17 de agosto de 2025   | Dublin           | Irlanda        | Parque Croke                             |
| 24 de agosto de 2025   | Toronto          | Canadá         | Rogers Stadium                           |
| 25 de agosto de 2025   | Toronto          | Canadá         | Rogers Stadium                           |
| 28 de agosto de 2025   | Chicago          | Estados Unidos | Soldier Field                            |
| 31 de agosto de 2025   | East Rutherford  | Estados Unidos | MetLife Stadium                          |
| 1 de setembro de 2025  | East Rutherford  | Estados Unidos | MetLife Stadium                          |
| 6 de setembro de 2025  | Pasadena         | Estados Unidos | Rose Bowl                                |
| 7 de setembro de 2025  | Pasadena         | Estados Unidos | Rose Bowl                                |
| 12 de setembro de 2025 | Cidade do México | México         | Estádio GNP Seguros                      |
| 13 de setembro de 2025 | Cidade do México | México         | Estádio GNP Seguros                      |
| 27 de setembro de 2025 | Londres          | Inglaterra     | Estádio de Wembley                       |
| 28 de setembro de 2025 | Londres          | Inglaterra     | Estádio de Wembley                       |
| 21 de outubro de 2025  | Goyang           | Coréia do Sul  | Goyang Stadium                           |
| 25 de outubro de 2025  | Tóquio           | Japão          | Tokyo Dome                               |
| 26 de outubro de 2025  | Tóquio           | Japão          | Tokyo Dome                               |
| 31 de outubro de 2025  | Melbourne        | Austrália      | Marvel Stadium                           |
| 1 de novembro de 2025  | Melbourne        | Austrália      | Marvel Stadium                           |
| 4 de novembro de 2025  | Melbourne        | Austrália      | Marvel Stadium                           |
| 7 de novembro de 2025  | Sydney           | Austrália      | Stadium Australia                        |
| 8 de novembro de 2025  | Sydney           | Austrália      | Stadium Australia                        |
| 15 de novembro de 2025 | Buenos Aires     | Argentina      | Estadio Mâs Monumental                   |
| 16 de novembro de 2025 | Buenos Aires     | Argentina      | Estadio Mâs Monumental                   |
| 19 de novembro de 2025 | Santiago         | Chile          | Estadio Nacional Julio Martínez Prádanos |
| 22 de novembro de 2025 | São Paulo        | Brasil         | Estádio Morumbis                         |
| 23 de novembro de 2025 | São Paulo        | Brasil         | Estádio Morumbis                         |